# Glitrenosa
Glitrenosa är en bergstopp i Antarktis. Den ligger i Östantarktis. Norge gör anspråk på området. Toppen på Glitrenosa är 2 515 meter över havet.
Terrängen runt Glitrenosa är varierad. Trakten är obefolkad. Det finns inga samhällen i närheten. 